# Gefällige Berberitze
Die Gefällige Berberitze (Berberis concinna), auch Niedliche Berberitze genannt, ist eine Pflanzenart aus der Familie der Berberitzengewächse (Berberidaceae).  

## Beschreibung
Die Gefällige Berberitze ist ein sommergrüner (laubabwerfender) bis wintergrüner, kompakter Zwergstrauch oder Strauch, der ausgebreitet bis niederliegend wächst und eine Wuchshöhe von bis über 1 Meter erreichen kann. Ihre Zweige sind hellgelb oder rotbraun, kahl und gefurcht. Die dreiteiligen Dorne sind ebenfalls hellgelb oder rotbraun und bis 1,8 Zentimeter lang. Die oberseits frischgrünen, unterseits weißlichen (manchmal rötlichen) Laubblätter sitzen an 0,1 bis 0,8 Zentimeter langen Stielen, sind dünnledrig, verkehrt-eiförmig, stumpf bis zugespitzt und 0,8 bis 3,7 Zentimeter lang und 0,4 bis 2 Zentimeter breit. Sie weisen im Adernetz undeutliche Blattadern auf und sind beiderseits mit je drei bis fünf Stacheln gezähnt. Im Herbst färben sich die Blätter der Gefälligen Berberitze rot und verbleiben lange an der Pflanze. 
Ihre Blüten sind tiefgelb und sitzen einzeln oder zu zwei an bis zu 2 Zentimeter langen Blütenstielen. Die Blüten sind zwittrig mit 15 Blütenhüllblättern. Die Blütezeit reicht von Juni bis Juli. Die länglichen, mehrsamigen und 1,4–1,5  Zentimeter langen Beeren sind tiefrot und weisen fünf bis neun Samen auf.

## Vorkommen
Sie ist in Nepal und im indischen Bundesstaat Sikkim beheimatet und besiedelt Höhen bis 4000 Meter.

## Verwendung
Diese Berberitzenart und ihre Sorten werden als Zierstrauch in Gärten und Parks verwendet. Die Früchte sind essbar.

## Namenserklärung
Berberis concinna wurde 1853 von Joseph Dalton Hooker beschrieben. Das Epitheton concinna bedeutet „wohl zusammengefügt, harmonisch“.